# Lake Buena Vista
Lake Buena Vista és una població dels Estats Units a l'estat de Florida. Segons el cens del 2000 tenia 16 habitants.

## Demografia
Segons el cens del 2000, Lake Buena Vista tenia 16 habitants, 9 habitatges, i 5 famílies. La densitat de població era d'1,3 habitants/km².
Dels 9 habitatges en un 11,1% hi vivien nens de menys de 18 anys, en un 44,4% hi vivien parelles casades, en un 0% dones solteres, i en un 44,4% no eren unitats familiars. En el 44,4% dels habitatges hi vivien persones soles l'11,1% de les quals corresponia a persones de 65 anys o més que vivien soles. El nombre mitjà de persones vivint en cada habitatge era d'1,78 i el nombre mitjà de persones que vivien en cada família era de 2,4.
Per edats la població es repartia de la següent manera: un 12,5% tenia menys de 18 anys, un 0% entre 18 i 24, un 18,8% entre 25 i 44, un 37,5% de 45 a 60 i un 31,3% 65 anys o més.
L'edat mediana era de 53 anys. Per cada 100 dones de 18 o més anys hi havia 100 homes.
La renda mediana per habitatge era de 39.375 $ i la renda mediana per família de 62.500 $. Els homes tenien una renda mediana de 60.000 $ mentre que les dones 38.750 $. La renda per capita de la població era de 25.769 $. Cap de les famílies estaven per davall del llindar de pobresa.

## Poblacions més properes
El següent diagrama mostra les poblacions més properes.